# Белый орёл (группа)
«Белый орёл» — российская музыкальная группа, основанная в 1996 году бизнесменом Владимиром Жечковым, который лично исполнил большинство песен группы.
Пик популярности группы пришёлся на 1997—1999 годы, когда были сняты 7 клипов, которые активно транслировались по телевидению. Всего у группы насчитывается 22 клипа.

## История группы
Образована в 1996 году. Основатель группы — бизнесмен Владимир Жечков, владелец известной рекламной группы «Премьер СВ»:
«Белый орёл» — это моя прихоть. Захотел спеть — спел, захотелось влюбиться — влюбился, захотел нарисовать — нарисовал. Что-то надо делать, чтобы было интересно. У меня же журналы были все эти — «ТВ-Парк», «Кинопарк», это я всё создавал. <…> Тогда я и запел, со скуки. Деньги есть — ума не надо.
Название группы, по словам Жечкова, появилось после того как «Премьер СВ», которую он основал вместе с Сергеем Лисовским в 1992 году, занималась рекламной кампанией водки «Белый орёл», для которой Юрий Грымов снимал рекламные ролики. Жечкову хотелось, чтобы название группы звучало статусно и одновременно имело ироничный оттенок.
Голос Жечкова звучит на всех альбомах. Владимир впервые показал своё лицо публике во время новогоднего концерта 1999 года на канале ОРТ. Тогда же он публично появился в одновременно транслировавшемся на канале НТВ концерте «Новогоднее ТелеВидение-1999. Первая пятилетка». Сама группа оставалась невыездной, но когда в 1999 году их популярность достигла своего апогея, Жечков стал набирать состав музыкантов для гастролей. Солистом стал Михаил Файбушевич (популярность ему принесли тексты многих песен Софии Ротару и других исполнителей, написанных Владимиром Матецким), но его голос и внешность не соответствовала песням «Белого орла», и он был вынужден вскоре покинуть группу.
В 2000 году на место Файбушевича пришёл Леонид Лютвинский, а голосом группы вновь стал Владимир Жечков. C Леонидом концерты проходили успешнее. 21 июля 2002 года в автокатастрофе погибла 17-летняя дочь Владимира Жечкова Надежда; вскоре после этого Жечков уехал во Францию, почти перестав участвовать в деятельности группы. Лютвинский продержался в группе до 2006 года. Затем его сменил Александр Ягья. Принято считать, что это был «золотой состав» «Белого орла» со времён Владимира Жечкова — Александр Ягья, Леонид Гревнов, Дмитрий Чернышёв, Дмитрий Голощапов и Вячеслав Сердюков, — которые не только выпустили официальный альбом «Как мы любим», но и отпраздновали концертным туром и телевизионным шоу 10-летний юбилей группы, ознаменовавшийся выходом живого альбома «Как упоительны в России вечера».
В 2010 году Ягья после конфликта покинул группу; его обвиняли в том, что он даёт сольные концерты с репертуаром «Белого орла». Новым солистом стал Андрей Храмов.
C группой сотрудничали и сотрудничают известные композиторы (Александр Добронравов, Владимир Матецкий, Игорь Матвиенко, Олег Газманов, Илья Словесник и др.) и поэты (Виктор Пеленягрэ, Михаил Андреев, Римма Казакова, Михаил Танич, Лариса Рубальская, Михаил Звездинский, Симон Осиашвили, Игорь Шаферан, Сергей Бойко др.).
В студийной записи альбомов группы принимал участие ряд известных музыкантов, таких как Игорь Бутман, Сергей Мазаев, Мария Кац, Сергей Черняков, Фёдор Васильев и др.

## Состав

### Текущий состав
- Денис Косякин — вокал (с 2016 года)
- Игорь Туркин — музыкальный руководитель, клавишные, бэк-вокал (с 2012 года)
- Александр Ленский — клавишные, вокал, гитара, директор группы (с 2012 года)
- Стас Михайлов — гитара, бэк-вокал (с 2012 года)
- Дмитрий Волков — вокал, гитара, клавишные (с 2020 года)
- Алексей Брылов — ударные, клавишные, гитара (с 2022 года)
- Залия Валеева — бэк-вокал, клавишные (с 2022 года)

### Бывшие участники
- Владимир Жечков — вокал, основной голос группы
- Михаил Файбушевич — вокал (1999—2000)
- Леонид Лютвинский — вокал (2000—2006)
- Александр Ягья — вокал, саксофон (2006—2010)
- Леонид Гревнов — музыкальный руководитель, клавишные, гитара, вокал (1999—2012)
- Вадим Голутвин — соло-гитара (1999—2001)
- Дмитрий Чернышёв — гитара
- Дмитрий Голощапов — бас-гитара
- Вячеслав Сердюков — ударные
- Артур Серовский — перкуссия
- Андрей Кокорин — звукорежиссёр
- Сергей Бойко — композитор, клавишные, вокал
- Александр Ильчук — гитара, бэк-вокал
- Илья Петров — бас-гитара, бэк-вокал
- Мирза Мирзоев — клавишные, бэк-вокал
- Руслан Джигкайты — ударные
- Андрей Храмов — вокал (2010—2016)
- Вадим Винцентини — бас-гитара, бэк-вокал (2014—2018)
- Александр Сариков[4] — бас-гитара, бэк-вокал (2018—2022)
- Игорь Черевко — ударные (2016—2021)
- Юрий Голубев — звукорежиссёр (2013—2022)

## Дискография
- 1997 — Птица высокого полёта
- 1998 — Потому что нельзя быть красивой такой
- 1999 — С высоких гор спускается туман
- 2000 — Добрый вечер
- 2004 — Пою, что хочу
- 2007 — Как мы любим
- 2009 — Как упоительны в России вечера (Live)
- 2011 — На краю
- 2011 — Не последний

## Видеоклипы
- 1997 — Я тебя теряю (реж. В. Янковский)
- 1997 — А я тебя помню (реж. В. Янковский)
- 1998 — Потому что нельзя быть красивой такой[5] (реж. Юрий Грымов)
- 1998 — Как упоительны в России вечера (реж. В. Янковский)
- 1998 — Моя любовь — воздушный шар (реж. В. Янковский)
- 1998 — Я по тебе скучаю (реж. В. Янковский)
- 1998 — Я куплю тебе новую жизнь (реж. Юрий Грымов)
- 1999 — Боже (реж. В. Янковский)
- 1999 — С высоких гор (реж. В. Янковский)
- 2000 — Без тебя[6] (реж. В. Янковский)
- 2000 — Храмы России (реж. В. Янковский)
- 2000 — Добрый вечер, скажу я, мисс (реж. В. Янковский)
- 2001 — Пташечка (реж. Филипп Янковский)
- 2001 — А в чистом поле (реж. Михаил Хлебородов)
- 2002 — Я один и ты одна (реж. Я. Чеважевский)
- 2007 — Дождь смывает все следы
- 2008 — Святая, гордая, красивая
- 2008 — Неповторимая (реж. Евгений Курицын)
- 2009 — Налево-налево
- 2010 — Остров
- 2011 — Теряй
- 2011 — На краю

## Награды
- 1998 — премия «Овация» за лучший шлягер года
- 1998 — «Серебряная калоша» за самый скандальный клип
- 1999 — «Золотой граммофон» за хит «Как упоительны в России вечера» (IV церемония)
- 1999 — премия «Рекордъ» в номинации «Альбом года» («Потому что нельзя»)[7].